# 大山デブ子
大山 デブ子（おおやま デブこ、1915年4月13日 - 1981年7月15日）は、日本の女優である。出生名神原 ヤス（かんばら ヤス）、結婚後本名伊勢野 ヤス（いせの ヤス）。一時期、蒲田 デブ子（かまた デブこ）、大山 でぶ子名義で活動していた時期もあった。

## 人物・略歴
1915年（大正4年）4月13日 、奈良県奈良市にある興福寺の僧侶・神原清三郎と妻ハナの四女として同市内に生まれる。
大阪府の旧制・小坂小学校（現在の東大阪市立小阪小学校）に在学中の1924年（大正13年）5月、姉政子が松竹下加茂撮影所に入社、橘喜久子の芸名でデビューした。ヤスも同年、同撮影所の子役として『元禄女』に出演し、田中絹代と共にデビューを果たす。1925年（大正14年）の末、下加茂撮影所が閉鎖、全員が蒲田へと引き揚げた際に、彼女も姉とともに松竹蒲田撮影所へ移り、芸名を「蒲田 デブ子」とする。
1927年（昭和2年）、姉の病気もあり二人で松竹を退社、大和映画に移籍する。1928年（昭和3年）に河合プロダクション（後の河合映画製作社）に入社、その際に「大山 デブ子」に改名している。デブ子は愛嬌たっぷりの肥満体の大女で、かえってそれがユニークな存在となり、巨漢俳優・大岡怪童とともに映画界でも名物的存在となった。二人のコンビは大衆から広く受け入れられ、数多い共演作品が作られた。
河合映画が大都映画となってから一層本領を発揮、200本以上の映画に出演する。彼女がスクリーンに映っただけで観客が沸くほどであった。多い時には年間22本もの映画に出演、そのほとんどが三枚目的な役柄であった。また、大都映画時代には脚本家の伊勢野重任との恋愛を実らせ、1939年（昭和14年）所内にて結婚披露宴を行っている。その2年後の1941年（昭和16年）に、大都映画を退社、その後は夫の郷里である愛媛県松山市に落ち着き、二人の男子をもうけた。夫の伊勢野は、家庭に入った彼女が「良妻賢母の鑑」であったと語っている。
晩年は病気がちとなり、1973年（昭和48年）から糖尿病と高血圧のため入院や通院を繰り返していた。1979年（昭和54年）には緑内障を併発して失明する。1981年（昭和56年）1月19日、松山市土居田町の三宅内科胃腸科医院に入院、同年7月15日午前6時15分、慢性腎不全のために亡くなった。享年67（満66歳没）。告別式は同年7月17日、下伊台町の西法寺で行われた。喪主は二男の春夫が務めた。

## 寺山修司と大山デブ子
寺山修司の寵愛を受け、彼の初の実験映画「檻囚（1964年）」に出演。実際に撮影されたのは2年前の1962年（昭和37年）である。
後に寺山は「演劇実験室天井桟敷」の第二回公演として『大山デブコの犯罪』を1967年に上演するが、大山デブ子の出演は叶わず、オーディションで選んだ女優に「大山デブコ（コが漢字の子ではなく、カタカナ表記）」と命名した。(『ウルトラセブン』 第47話「あなたはだぁれ?」に出演しているのは、「大山デブコ」の方である。)
2018年演劇ユニット「B機関」によって再演された。

## 主な出演作品

### 松竹キネマ
- 元禄女（1924年10月1日：松竹下加茂・野村芳亭）
- 九官鳥（1927年1月28日：松竹蒲田・野村芳亭） - 「蒲田デブ子」名義

### 河合映画
- 女敵愛憎曲（1928年4月6日・丘虹二）
- 我れこそ英雄（1928年5月4日・亀井清一）
- ぬかるみ小路（1928年6月1日・松本英一）
- 恋慕斬（1928年6月8日・丘虹二）
- 悪童変化・第一篇（1928年8月10日・曾根純三）
- そばやの小僧（1929年6月7日・高見貞衛）
- 男は必要よ（1930年4月3日・森田京三郎）
- 村で三日目の恋物語（1930年11月14日・吉村操）
- キネマの人気者（1931年2月6日・吉村操）
- 福の神（1931年9月11日・吉村操）
- 角力取り（1931年12月31日・根岸東一郎）
- 惨劇の一夜（1932年2月19日・田中重雄）
- 想い起せ乃木将軍（1932年3月18日・吉村操）
- アフリカ探険（1932年7月15日・吉村操）
- 下宿屋の娘（1932年10月20日・根岸東一郎）
- あら太いわね（1932年・吉村操）
- インチキ金鉱大当り（1933年2月22日・吉村操）
- 拳闘選手（1933年3月15日・吉村操）
- インフレ大盡（1933年3月23日・小沢得二）
- 新婚と居候（1933年4月1日・吉村操）

### 大都映画
- 浮気はその日の出来心（1933年11月8日・吉村操）
- 春来る（1933年12月7日・根岸東一郎）
- 暁の浚渫船（1934年6月21日・大江秀雄）
- 空飛ぶ癇癪玉（1934年11月30日・大江秀雄）
- 旅姿念仏噺（1935年4月10日・石山稔）
- じゃじゃ馬と坊や（1935年5月30日・吉村操）
- 切支丹魔伏隼人（1935年7月14日・岡田敬）
- 郊外の雑音（1935年12月12日・大伴龍三）
- 浪人街の顔役（1936年6月11日・白井戦太郎）
- てるてる天助後篇（1936年10月29日・大伴龍三）
- 丸髯とボーナス（1936年12月10日・吉村操）
- おのろけ横町（1936年12月31日・吉村操）
- 春は嬉しや（1937年1月21日・土方雄）
- 眉目麗しく情けあり（1937年1月28日・土方雄）
- 乳房（1937年3月25日・吉村操）
- 豪傑忍術比べ（1937年4月8日・吉村操）
- ターザンの冒険（1937年4月8日・吉村操）
- 鉄砲とやせ浪人（1937年5月20日・弥刀研二）
- 大江山鬼退治（1937年7月15日・田坂実）
- 弥次喜多岡崎猫退治（1937年12月31日・吉村操）
- 弥次喜多助太刀道中（1938年1月5日・吉村操）
- 銀平追分嵐（1938年3月3日・白井戦太郎）
- 涯しなき愛情（1938年3月17日・山内俊英）
- 密林の怪獣群（1938年5月26日・山内俊英）
- 国際スパイ網（1938年8月25日・八代毅）
- 元禄伝法ぶし（1938年9月15日・中島宝三）
- 結婚武勇伝（1938年9月22日・八代毅）
- 夫婦戦線異状あり（1938年10月6日・和田敏三）
- 赤垣源蔵徳利の別れ（1938年12月31日・石山稔）
- 新婚はずかし（1938年12月31日・吉村操）
- 大陸の花嫁（1939年1月15日・吉村操）
- 泣き笑ひの友情（1939年1月22日・八代毅）
- 新妻（1939年6月29日・和田敏三）
- 空飛ぶ青春（1939年7月13日・八代毅）
- 百万円事件（1939年8月31日・吉村操）
- 青春万才（1940年2月8日・八代毅）
- 唄へ朗らかに（1940年3月14日・八代毅）

### その他
- 檻囚（1964年）